# Xikotan
Xikotan (en rus Шикотан) és una illa russa de l'arxipèlag de les Kurils. Té una superfície de 247,65 km², a l'illa hi ha dues localitats: Krabozàvodskoie i Malokurílskoie, administrativament pertany a l'óblast de Sakhalín. És al nord-oest de l'illa Kunaixir, separada per l'estret de les Kurils Meridionals, i al sud-oest les illes Khabomai, per l'estret de Spanberg. El nom "Shikotan" prové de la llengua ainu i probablement deriva de si-kotan per a "poble gran, pobles grans".
L'illa està formada per volcanites i gres del Cretaci superior i el Cenozoic. A diferència de moltes altres illes Kurils, no hi ha volcans actius. Dos volcans extingits són Tomari (358 m d'alçada) i Notoro (356 m) a la part sud de l'illa; l'elevació més alta és el mont Schikotan (405 m) no gaire lluny de l'extrem nord.